# All Media Network
All Media Guide (acrônimo: AMG) é uma base de dados online dos Estados Unidos localizada em Ann Arbor, Michigan. Foi fundada em 1990 por Michael Erlewine. A empresa detém e mantém a allmusic, allmovie e a allgame.